# Cascade turbulente

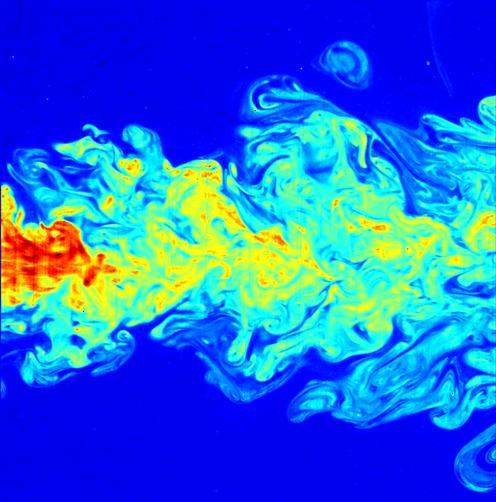
Visualisation par fluorescence induite par laser d'un jet turbulent.

La cascade turbulente est une forme de transfert d'énergie entre les tourbillons à grande énergie cinétique et les plus petits qui absorbent et dissipent celle-ci. Ce mécanisme est à l'origine du spectre d'énergie turbulente dans un écoulement.
Ce mécanisme a été expliqué qualitativement par Lewis Fry Richardson en 1922. On parle alors de cascade de Richardson.
Les lois correspondantes ont été obtenues par Andreï Kolmogorov en 1941,,,. Pour ces lois on utilise le terme de cascade de Kolmogorov.

## Génération d'harmoniques dans un écoulement
On peut expliquer la génération de fréquences étendues dans le spectre d'un écoulement à partir d'une analogie avec l'équation modèle unidimensionnelle
{\displaystyle {\frac {\partial u}{\partial t}}+u{\frac {\partial u}{\partial x}}=0}
Si on impose la condition initiale
{\displaystyle u(x,0)=A\cos {kx}}
la solution à l'instant δt s'exprime sous forme de série de Taylor par
{\displaystyle u(x,\delta t)=A\cos {kx}+\delta t{\frac {A^{2}k}{2}}\sin {2kx}+...}
On voit ainsi apparaître des harmoniques de la fréquence de forçage. Ceci est dû au terme non-linéaire dans l'équation, lequel correspond au transport de quantité de mouvement dans les équations de Navier-Stokes.
En multidimensionnel, ce mécanisme conduit à l'apparition d'harmoniques dans chaque direction mais également de fréquences obtenues par somme et différence des fréquences initiales sur chaque axe. Un tel résultat suggère la possibilité de générer des tourbillons de plus grande ou plus petite dimension dans un écoulement.

## La turbulence commeprocessus stochastique
Nous nous plaçons dans le cadre des milieux incompressibles. On note {\displaystyle \langle \cdot \rangle } la moyenne statistique. Soit {\displaystyle \mathbf {V} (\mathbf {x} ,t)} la vitesse. On la décompose entre vitesse moyenne et fluctuation {\displaystyle \mathbf {u} } :
{\displaystyle \mathbf {V} =\langle \mathbf {V} \rangle +\mathbf {u} }
On suppose le milieu homogène et stationnaire en moyenne : {\displaystyle \langle \mathbf {V} (\mathbf {x} ,t)\rangle =C^{ste}}. La moyenne statistique se ramène donc à une moyenne temporelle (hypothése d'ergodicité).
On définit la corrélation des fluctuations entre deux points i et j distants de {\displaystyle r} par la matrice d'auto-covariance :
{\displaystyle \mathbf {R} =R_{ij}(\mathbf {r} ,t)=\langle \mathbf {u} (\mathbf {x} ,t)\mathbf {u} ^{t}(\mathbf {x} +\mathbf {r} ,t)\rangle =\langle u_{i}(\mathbf {x} ,t)\,u_{j}(\mathbf {x} +\mathbf {r} ,t)\rangle }
Ce terme (ou ce terme multiplié par la masse volumique) est appelé matrice des contraintes (ou tensions) de Reynolds.
La densité spectrale de vitesse pour le nombre d'onde {\displaystyle \kappa } est obtenu par une transformée de Fourier :
{\displaystyle \Phi _{ij}({\boldsymbol {\kappa }},t)={\frac {1}{(2\pi )^{3}}}\int R_{ij}e^{-i{\boldsymbol {\kappa }}\cdot \mathbf {r} }\mathrm {d} \mathbf {r} }
On définit également la densité spectrale d'énergie turbulente à partir de la trace de {\displaystyle R} :
{\displaystyle E(\kappa ,t)=\int {\frac {1}{2}}\,R_{ii}\,\delta (|{\boldsymbol {\kappa }}'|-\kappa )\mathrm {d} {\boldsymbol {\kappa }}'}
L'énergie cinétique turbulente massique k est donnée par l'intégration sur tout le spectre :
{\displaystyle k={\frac {1}{2}}\langle u_{i}u_{i}\rangle ={\frac {1}{2}}R_{ii}(0,t)=\int _{0}^{\infty }E(\kappa )\mathrm {d} \kappa }
Le taux de dissipation est défini par :
{\displaystyle \varepsilon =\langle \tau _{ij}^{2}\rangle =2\nu \int _{0}^{\infty }k^{2}E(k)\mathrm {d} k}
où ν est la viscosité cinématique et τij le tenseur des contraintes visqueuses.
On remarque que les grandes valeurs de k (les petits tourbillons) contribuent majoritairement à la dissipation.
D'une façon générale on peut écrire une équation de transport sur k comportant des termes de production, de diffusion et de dissipation,. Dans notre cas l'homogénéité du milieu et le fait que la diffusion ne change pas l'énergie intégrée sur l'ensemble du spectre permet d'écrire l'équilibre production = dissipation.

## Cascade turbulente

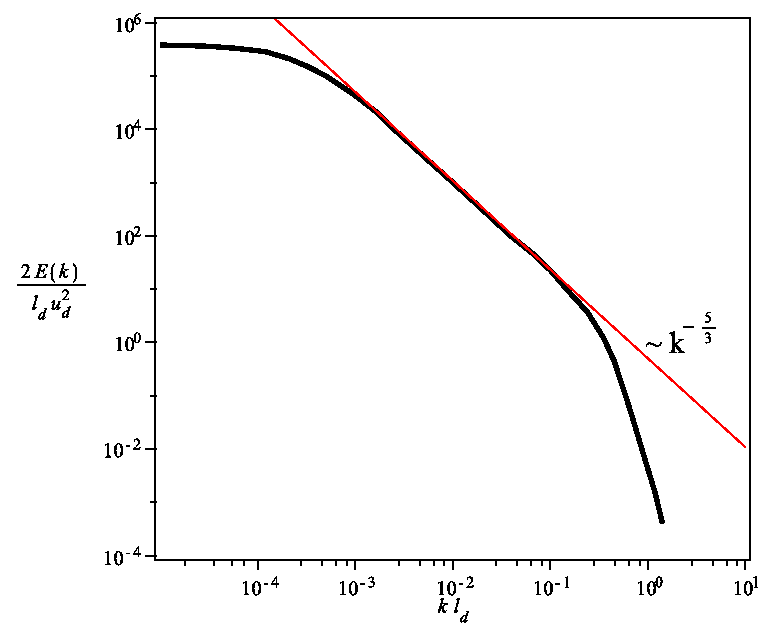
Spectre de la turbulence

Lewis Fry Richardson a décrit qualitativement en 1922 le processus par lequel un tourbillon cède de l'énergie à des tourbillons plus petits. Ce processus, appelé « cascade de Richardson », concerne les échelles où les termes inertiels sont dominants et où le transfert d'énergie s'effectue par l'intermédiaire des termes non-linéaires des équations. L'équilibre production-dissipation entraîne l'auto-similitude du phénomène pour la partie centrale du spectre d'énergie.
En fait ce spectre comporte trois parties :
- les grands tourbillons qui sont l'empreinte du problème spécifique auquel on s'intéresse,
- la partie auto-similaire dite « inertielle » dans laquelle s'effectue une diffusion de l'énergie majoritairement des grandes échelles vers les plus petites[N 1], accompagnée d'une dissipation négligeable,
- les petites échelles où la dissipation domine et qui donc limite le spectre du côté des grandes valeurs de k.

En 1941 Andreï Kolmogorov a publié une série de quatre articles permettant de caractériser la partie centrale du spectre . Cette théorie baptisée K41 est fondée sur les hypothèses suivantes :
- H1) pour des nombres de Reynolds suffisamment grands toutes les propriétés ne dépendent que des quantités scalaires ν et de ε, ce qui implique l'isotropie de la turbulence,
- H2) la dépendance en ν disparaît pour les plus grands tourbillons.

### Région dissipative

Tourbillon au coin d'une rue. Ce type de tourbillons meurent d'eux-mêmes en quelques secondes.

L'échelle de dissipation (ou dimension de Kolmogorov) ld et la vitesse correspondante ud se calculent facilement : elles correspondent à un nombre de Reynolds voisin de l'unité :
{\displaystyle Re={\frac {l_{d}u_{d}}{\nu }}=1}
En utilisant l'hypothèse H1 l'analyse dimensionnelle montre que ld et ud se mettent sous la forme :
{\displaystyle l_{d}\sim \nu ^{\frac {3}{4}}\varepsilon ^{-{\frac {1}{4}}}\,,\;\;\;u_{d}\sim (\varepsilon \nu )^{\frac {1}{4}}}
On vérifie que cela correspond bien à un nombre de Reynolds constant.

### Région inertielle
Dans la partie inertielle la dépendance en ν est négligeable. La densité d'énergie E (k) est fonction de k et ε seulement. Là aussi l'analyse dimensionnelle montre qu'elle s'écrit sous la forme :
{\displaystyle E(k)=C_{K}\varepsilon ^{\frac {2}{3}}k^{-{\frac {5}{3}}}}
où CK est la constante de Kolmogorov, expérimentalement voisine de l'unité.

### Échelle intégrale
À partir d'une certaine échelle dite « échelle intégrale » le spectre est dépendant du problème. La région dissipative n'en dépendant pas à viscosité donnée, la région inertielle est plus ou moins étendue, typiquement un à quatre ordres de grandeur sur k.